# 창조적 파괴
창조적 파괴(創造的 破壞, 독일어: Schöpferische Zerstörung, 영어: creative destruction) 또는 슘페터의 돌풍( - 突風, 영어: Schumpeter's gale)은 경제학자 조지프 슘페터가 대중화시킨 경제학 용어이다.
조지프 슘페터는 정태적인 균형을 추구하는 신고전파 경제학에 대비하여, 경제의 동태적 발전의 동인으로서 기업가(entrepreneur)의 혁신의 5가지 유형을 제시하였다. 그것은 1) 소비자에게 익숙하지 않은 새로운 상품 또는 상품의 새로운 품질의 도입, 2) 새로운 생산 방법의 도입, 3) 새로운 시장의 개척, 4) 원재료 또는 반제품의 새로운 공급원천의 추구, 5) 산업내 독점지위의 창출 또는 그것의 파괴와 같은 산업의 새로운 조직화의 실행을 들었다. 이러한 기업가의 혁신 추구 활동이 경제를 변화시키는데, 이를 창조적 파괴라고 명명하였다.
창조적 파괴라는 용어 자체는 슘페터가 아니라 좀바르트(Werner Sombart, 1863-1941)에 의해 처음 경제학에 도입되었다는 주장이 있다. 그러나 슘페터는 좀바르트에 대해서는 다소 비판적이었고, 오히려 또다른 선배 학자인 비저(Friedrich von Wieser, 1851-1926)는 높이 평가하였다. 따라서 '기업가(entrepreneur)의 창조적 힘이 경제의 발전과정에 영향을 미친다'는 생각은 당시(20C 초) 독일 및 오스트리아의 학계에서 어느 정도 공유되며 발전되어 오던 개념으로, 이것이 슘페터에 의해 기업가정신(entrepreneurship)으로 발화되었다고 볼 수 있다.
창조적 파괴를 설명하면서 마르크스의 영향을 제시하는 주장들이 있다. 사실 슘페터가 전세대 경제학자인 마르크스의 '자본주의 파탄의 숙명'이라는 숙제를 '자본주의 성공의 귀결'이라는 해답으로 제시한 것은 슘페터의 주저 〈자본주의, 사회주의, 민주주의〉의 중심 주제이기도 하다. 문제는 '창조적 파괴'라는 용어의 개념 자체는 그러한 전반적인 영향과는 전혀 다른 내용이라는 것이다. 왜냐하면 마르크스가 '파괴'를 내다본 바로 그곳에서 슘페터는 '창조적' 파괴를 주장하였기 때문이다. 이는 유물론의 전반적인 시각에서 바라본 마르크스의 운명적 결정론을 슘페터가 유심론적 인간의 자유의지와 창조성으로 이를 극복하려 한 것이기에 더욱 그러하다.

## 참조
1. ↑  Reinert, Hugo; Reinert, Erik S. (2006). “Creative Destruction in Economics: Nietzsche, Sombart, Schumpeter”. 2018년 6월 2일에 원본 문서에서 보존된 문서. 2013년 7월 8일에 확인함, Word document
2. ↑  Joseph A. Schumpeter (translated by Redvers Opie). 《THE THEORY OF ECONOMIC DEVELOPMENT - An Inquiry into Profits, Capital, Credit, Interest, and the Business Cycle》. New Brunswick (U.S.A.) and London (U.K.). 56쪽.
3. ↑  Erik S. Reinert (2010년 7월 14일). “Schumpeter in the Context of Two Canons of Economic Thought”. 《Industry and Innovation》.
4. ↑  Gilles Campagnolo and Christel Vivel (2012년 12월 31일). “Before Schumpeter: forerunners of the thory of the entrepreneur in 1900s German political economy - Werner Sombart, Friedrich von Wieser”. 《The European Journal of the History of Economic Thought》.
5. ↑  Richard Swedberg. 〈Introduction〉. 《Capitalism, Socialism & Democracy》. Routledge, London and New York.

## 같이 보기
- 자본주의, 사회주의, 민주주의 (1942년)
- 경제발전의 이론
- '창조적 파괴'가 화두인 세상...이를 처음 개념화한 조지프 슘페터는 누구이고 개념은 무엇인가 https://zznz.co.kr/archives/12046